# Gabriel Pont
Gabriel Pont, né le 1er mai 1917 à Saint-Luc et mort le 16 février 2016 à Martigny, est un écrivain, professeur et aumônier suisse.

## Publications
- Par tous les vents: méditations, Martigny : Éd. Château Ravire, 1995
- Colette: tendresse en secret: poèmes, Martigny : Éd. Château Ravire, 1988
- Gestes du souvenir, 1964-1984, Martigny : Éd. Château Ravire, 1984
- IL A DIT...: 7 dernières paroles du Christ: méditations, Martigny : Éd. Château Ravire, 1982
- Dis, maman: mots d'enfants, Martigny : Éd. Château Ravire, 1979
- Ruth: le livre de l'amie, Sierre : Éd. Château de Ravire ; St-Maurice : Libr. St-Augustin, 1973

## Sources
- Gilberte Favre, "Le chanoine Gabriel Pont, l’homme, l’écrivain." dans Treize Étoiles, 11 (1976), p. 34.
- Les documents liés à la production de Gabriel Pont dans le catalogue RERO Valais
- Article Gabriel Pont dans le Dictionnaire historique de la Suisse en ligne.